# Jiří Zimovčák
Jiří Zimovčák (2. února 1990, Ivančice) je český model. Během své kariéry pracoval převážně v zahraničních modelingových agenturách, fotografoval pro různé časopisy. Patřil k nejznámějším českým modelům.

## Život a kariéra
Po maturitě na Obchodní akademii, Střední odborné škole knihovnické a Vyšší odborné škole knihovnických, informačních a sociálních služeb v Brně absolvoval bakalářské studium na Rašínově vysoké škole v Brně v oboru Řízení sociálních služeb, několik let pracoval jako sociální pracovník.
Modelingu se věnoval již během studia na střední škole, začínal v Brně, později přesídlil do Prahy a pracoval pro Agent Model Management. Pro své projekty si ho vybírali i známí fotografové jako Lukáš Kimlička, Michal Skramuský, Jiří Šujanský, se Simonou Smrčkovou fotil v Mahenově divadle v Brně.
Působil převážně v zahraničí pod záštitou místních agentur, například Bareface Model Agency Dubai, v Dubaji se zúčastnil i kampaně pro Louis Vuitton, ve Francii pro M Management. Fotil pro různé časopisy GM Magazine Thailand, Esquire Middle East, Rolling Stone Middle East, Debonair, ForMen aj. Jako první Čech nafotil dva editorialy v různých magazínech ve Spojených arabských emirátech.
V současné době se focení věnuje již jen sporadicky.